# Sugar City (Colorado)
Sugar City es un pueblo ubicado en el condado de Crowley en el estado estadounidense de Colorado. En el año 2000 tenía una población de 279 habitantes y una densidad poblacional de 279 personas por km².

## Geografía
Sugar City se encuentra ubicada en las coordenadas 38°13′55″N 103°39′53″O / 38.23194, -103.66472.

## Demografía
Según la Oficina del Censo en 2000 los ingresos medios por hogar en la localidad eran de $25.208, y los ingresos medios por familia eran $27.500. Los hombres tenían unos ingresos medios de $27.813 frente a los $18.750 para las mujeres. La renta per cápita para la localidad era de $12.564. Alrededor del 19,6% de la población estaban por debajo del umbral de pobreza.